# Ronnie Harmon
Ronnie Keith Harmon (New York, 7 maggio 1964) è un ex giocatore di football americano statunitense che ha militato nel ruolo di running back nella National Football League (NFL).

## Carriera
Moore al college giocò a football con gli Iowa Hawkeyes. Fu scelto dai Buffalo Bills come 16º assoluto nel Draft NFL 1986. Noto più per le sue abilità come ricevitore che come corridore, giocò con i Bills per quattro stagioni. Nella sua ultima partita con Buffalo, nel divisional round dei playoff del 1989 contro i Cleveland Browns, Harmon si fece sfuggire il potenziale touchdown della vittoria su passaggio di Jim Kelly a 9 nove secondi dal termine della gara.
Harmon disputò il Super Bowl XXIX con i San Diego Chargers nella loro sconfitta per 49-26 contro i San Francisco 49ers, in una partita in cui guidò la sua squadra con 8 ricezioni per 68 yard.
Harmon è l'unico giocatore nella storia della NFL ad avere una media di 4,5 yard a corsa su almeno 600 tentativi E 10 yard per ricezione su almeno 550 ricezioni. È inoltre uno dei cinque running back ad avere guadagnato 10.000 yard totali e avere commesso meno di 20 fumble. Gli altri sono Charlie Garner, Brian Westbrook, Priest Holmes e DeAngelo Williams.

## Palmarès

### Franchigia
- American Football Conference Championship: 1

San Diego Chargers: 1994

### Individuale
- Convocazioni al Pro Bowl: 1

1992